# Rudolf Risch
Rudolf Risch (Berlim, 20 de janeiro de 1908 — Tighina, 22 de agosto de 1944) foi um ciclista alemão. Ele terminou em último lugar no Tour de France 1932.